# Mistrzostwa Polski w kolarstwie torowym – wyścig drużynowy na dochodzenie mężczyzn
Mistrzostwa Polski w kolarstwie torowym w konkurencji wyścigu drużynowego na dochodzenie mężczyzn odbywają się od 1930 (z przerwą w latach 1932-1935i 1940-1945).

## Medaliści
| Rok  | Złoto | Srebro | Brąz |
| 1930 | Czesław Bryszke Zygmunt Janociński Mieczysław Frączkowski Kazimierz Włodarczyk WTC Warszawa                                | Franciszek Szymczyk Stefan Popończyk Józef Niciński Łączyński WTC Warszawa                                  | brązowego medalu nie przyznano                                                                                               |
| 1931 | Wacław Fajge Franciszek Szymczyk Mieczysław Frączkowski Kazimierz Włodarczyk WTC Warszawa                                  | Mieczysław Kalata Aleksander Grygorowicz Lafery Dubrawski WTC Warszawa                                      | ? |
| 1936 | Czesław Bryszke Ryszard Stahl Łączyński Kazimierz Włodarczyk WTC Warszawa                                                  | Orkan Warszawa                                                                                              | Polonia Warszawa |
| 1937 | Stefan Popończyk Wacław Starzyński Ryszard Stahl Oswald Miller Syrena Warszawa                                             | ŁTK Łódź | Fort Warszawa |
| 1938 | Eugeniusz Michalak Bolesław Napierała Czesław Matczak Wacław Starzyński Syrena Warszawa                                    | Józef Kapiak Mieczysław Kapiak Eugeniusz Targoński Zagórski Jur Warszawa                                    | ŁTK Łódź |
| 1939 | Eugeniusz Michalak Ryszard Stahl Bolesław Napierała Wacław Starzyński Syrena Warszawa                                      | Jan Jędrzejewski Świątkowski Szostak Maciołek Zjednoczone Łódź                                              | Dziubek Duda Kęska Cylny Garbarnia Kraków                                                                                    |
| 1946 | Adam Gomułka Józef Kupczak Leon Dąbrowiecki Władysław Wandor Legia Kraków                                                  | Stomil Poznań                                                                                               | Tramwajarz Łódź |
| 1947 | Jerzy Bek Jerzy Liszkiewicz Stanisław Grzelak Teofil Sałyga Tramwajarz Łódź                                                | Kazimierz Bańka Bolesław Napierała Stefan Piegat Sarmata Warszawa                                           | Bronisław Janicki Karol Janik Leon Nalazek Sieć Wrocław                                                                      |
| 1948 | Stanisław Grzelak Teofil Sałyga Lucjan Pietraszewski Lucjan Wojcieszek Partyzant Łódź                                      | ŁKS Łódź | Gwardia Warszawa |
| 1949 | Stefan Borucz Jan Malinowski Tadeusz Gabrych Wiesław Murowaniecki Włókniarz Łódź                                           | Gwardia I Warszawa                                                                                          | Gwardia II Warszawa |
| 1950 | Jerzy Bek Tadeusz Gabrych Stefan Borucz Jan Malinowski Włókniarz Łódź                                                      | Teofil Sałyga Ludwik Sałyga Ludwik Liszkiewicz Jerzy Liszkiewicz Gwardia Łódź                               | Aleksander Marchwiński Włodzimierz Haage Kostarski Turek Spójnia Łódź                                                        |
| 1951 | Jerzy Bek Wiesław Murowaniecki Stefan Borucz Stanisław Świercz Włókniarz Łódź                                              | - (startowała jedna drużyna)                                                                                | - |
| 1952 | Jerzy Bek Józef Kupczak Stefan Borucz Jan Malinowski Włókniarz                                                             | Bronisław Janicki Jerzy Liszkiewicz Aleksander Marchwiński Mieczysław Ulik Gwardia                          | CWKS |
| 1953 | Józef Grundman Aleksander Marchwiński Bronisław Janicki Jerzy Płodziszewski Gwardia I                                      | Marian Czabajski Krzysztof Jamroz Otto Wasiuczyński Zbigniew Borowski Gwardia II                            | Józef Kupczak Jerzy Bek Lech Pijanowski Kazimierz Michalak Włókniarz I                                                       |
| 1954 | Stanisław Królak Mieczysław Ulik Jerzy Płodziszewski Zbysław Zając CWKS I                                                  | Józef Grundman Otto Wasiuczyński Marian Czabajski Eligiusz Grabowski Gwardia I                              | Aleksander Marchwiński Jerzy Jankowski Krzysztof Jamroz Zbigniew Borowski Gwardia II                                         |
| 1955 | Józef Grundman Bronisław Janicki Krzysztof Jamroz Jerzy Jankowski Gwardia I                                                | Aleksander Marchwiński Marian Czabajski Otto Wasiuczyński Zbigniew Borowski Gwardia II                      | Lech Pijanowski Tadeusz Waliszewski Janusz Betting Dominik Jurek CWKS II                                                     |
| 1956 | Jerzy Bek Zbigniew Głowaty Stefan Borucz Lech Pijanowski Włókniarz III                                                     | Marian Czabajski Jerzy Płodziszewski Mieczysław Ulik Otto Wasiuczyński CWKS                                 | Józef Grundman Krzysztof Jamroz Jerzy Jankowski Aleksander Marchwiński Gwardia                                               |
| 1957 | Józef Grundman Jerzy Jankowski Krzysztof Jamroz Aleksander Marchwiński Gwardia                                             | LZS | Gwardia II |
| 1958 | Jan Chtiej Jerzy Jankowski Józef Grundman Lucjan Józefowicz Gwardia Łódź                                                   | Gwardia II                                                                                                  | Czarni Szczecin |
| 1959 | Marian Bednarek Wiesław Jarzębski Andrzej Geilke Janusz Tropaczyński LZS Zieloni Warszawa                                  | Arkonia Szczecin                                                                                            | Broń Radom |
| 1960 | Stefan Borucz Lucjan Józefowicz Ireneusz Chołuj Józef Radulski Broń Radom                                                  | Arkonia Szczecin                                                                                            | Czarni Szczecin |
| 1961 | Stefan Borucz Jan Magiera Lucjan Józefowicz Waldemar Mosbauer Broń Radom                                                   | Roman Owczarek Olszewski Szematowicz Grzegorz Wiśniewski Arkonia Szczecin                                   | Czarni Szczecin |
| 1962 | Jan Kudra Jan Ścibiorek Wacław Latocha Augustyn Wachecki Społem Łódź                                                       | Lucjan Józefowicz Jerzy Bek Mirosław Mrowski Józef Staroń Orkan Łódź                                        | Józef Beker Bogdan Błaszczyk Manfred Matuszewski Janusz Tropaczyński LZS Widawa                                              |
| 1963 | Kazimierz Faligowski Manfred Sztumpf Andrzej Kosewski Jerzy Szymański Ogniwo Szczecin                                      | Lucjan Józefowicz Józef Staroń Rajmund Zieliński Jerzy Bek Orkan Łódź                                       | Augustyn Wachecki Jan Chtiej Wacław Latocha Julian Bińczyk Społem Łódź                                                       |
| 1964 | Andrzej Kosewski Manfred Sztumpf Tadeusz Waligóra Jerzy Szymański Ogniwo Szczecin                                          | Lucjan Józefowicz Józef Staroń Maciej Zieliński Augustyn Wachecki Orkan Łódź                                | LZS Szczecin |
| 1965 | Lucjan Józefowicz Augustyn Wachecki Wacław Latocha Józef Staroń Włókniarz Łódź                                             | LZS Szczecin                                                                                                | Gwardia Łódź |
| 1966 | Lucjan Józefowicz Józef Staroń Wacław Latocha Augustyn Wachecki Włókniarz Łódź                                             | Marian Kegel Manfred Sztumpf Henryk Woźniak Kazimierz Jasiński Legia Warszawa                               | Gwardia Łódź |
| 1967 | Tadeusz Dubicki Janusz Kierzkowski Antoni Jankowski Henryk Woźniak Legia Warszawa                                          | Kazimierz Faligowski Marek Mianowski Lech Rychtarski Jan Standowicz Ogniwo Szczecin                         | Rajmund Zieliński Wojciech Matusiak Zygfryd Jarema Stanisław Weryk Gryf Szczecin                                             |
| 1968 | Tadeusz Dubicki Janusz Kierzkowski Antoni Jankowski Karol Wawrzyniak Legia Warszawa                                        | Bogdan Godras Marek Mianowski Lech Rychtarski Manfred Sztumpf Ogniwo Szczecin                               | Rajmund Zieliński Wojciech Matusiak Zygfryd Jarema Henryk Woźniak Gryf Szczecin                                              |
| 1969 | Stanisław Labocha Stanisław Weryk Wojciech Matusiak Rajmund Zieliński Gryf Szczecin                                        | Ryszard Szałapski Ryszard Tłokiński Sławomir Rubin Paweł Kaczorowski Gwardia Łódź                           | Antoni Jankowski Karol Wawrzyniak Tadeusz Dubicki Jerzy Łukasiak Sparta Wrocław                                              |
| 1970 | Wojciech Kowalski Mieczysław Nowicki Wacław Latocha Tadeusz Szpak Włókniarz Łódź                                           | Rajmund Zieliński Wojciech Matusiak Zygfryd Jarema Ryszard Tyszkiewicz Arkonia Szczecin                     | Antoni Jankowski Janusz Kierzkowski Tadeusz Dubicki Tadeusz Kostecki Sparta Wrocław                                          |
| 1971 | Bogdan Godras Bernard Kręczyński Jerzy Głowacki Ryszard Tyszkiewicz Orzeł Łódź                                             | Paweł Kaczorowski Sławomir Rubin W. Kaczorowski Ryszard Tłokiński Gwardia Łódź                              | Ogniwo Łódź |
| 1972 | Zbigniew Broszczak Marian Fijałkowski Andrzej Czerniawski Ryszard Tyszkiewicz Orzeł Łódź                                   | Jan Brzeźny Piotr Baranowski Grzegorz Mogiła Jan Faltyn Legia Warszawa                                      | Bogdan Godras Lech Rychtarski Bogumił Pawlak Marek Zięba Ogniwo Szczecin                                                     |
| 1973 | Zbigniew Broszczak Józef Paluch Bernard Kręczyński Kazimierz Wąsaty Gryf Szczecin                                          | Henryk Miksa Jarosław Szmaja Paweł Dłużewski Jerzy Folcik Społem Łódź                                       | Jan Brzeźny Henryk Brożyna Jan Faltyn Janusz Kowalski Legia Warszawa                                                         |
| 1974 | Jerzy Klat Mieczysław Nowicki Marian Majkowski Marek Olejarczyk Włókniarz Łódź                                             | Społem Łódź                                                                                                 | Legia Warszawa |
| 1975 | Jerzy Bogdański Jerzy Klat Tadeusz Głowacki Krzysztof Sujka Orzeł Łódź                                                     | Mieczysław Klimczyk Zbigniew Szczepkowski Henryk Fryca Kazimierz Wąsaty Legia Warszawa                      | Janusz Kierzkowski Jan Faltyn Szczepan Klimczak Mariusz Filipiuk Dolmel Wrocław                                              |
| 1976 | Henryk Fryca Zbigniew Szczepkowski Bogdan Goszczyński Kazimierz Wąsaty Legia Warszawa                                      | Jerzy Głowacki Tadeusz Głowacki Edward Gałczyński Grzegorz Bielaszewicz Włókniarz Kalisz                    | Jerzy Bogdański Henryk Miksa Jarosław Bek Zbigniew Ryk Społem Łódź                                                           |
| 1977 | Henryk Fryca Jerzy Siarnecki Bernard Kręczyński Kazimierz Wąsaty Gryf Szczecin                                             | Bogdan Goszczyński Stanisław Kirpsza Czesław Lang Tadeusz Trochanowski Legia Warszawa                       | Włókniarz Kalisz |
| 1978 | Stanisław Kirpsza Lechosław Michalak Marek Kulesza Zbigniew Szczepkowski Legia Warszawa                                    | Dolmel Wrocław                                                                                              | Włókniarz Kalisz |
| 1979 | Stanisław Kirpsza Czesław Lang Marek Kulesza Zbigniew Szczepkowski Legia Warszawa                                          | Witold Mokiejewski Andrzej Pajor Jan Faltyn Jan Brzeźny Dolmel Wrocław                                      | Mieczysław Nowicki Marian Salamon Marek Olejarczyk Andrzej Pietruszka Włókniarz Łódź                                         |
| 1980 | Marek Kulesza Czesław Lang Lechosław Michalak Zbigniew Szczepkowski Legia Warszawa                                         | Witold Mokiejewski Andrzej Pajor Jan Faltyn Jan Brzeźny Dolmel Wrocław                                      | Stanisław Grochowski Zdzisław Komisaruk Radosław Serafin Adam Zagajewski Legia II Warszawa                                   |
| 1981 | Jan Faltyn Zdzisław Komisaruk Witold Mokiejewski Andrzej Pajor Dolmel Wrocław                                              | Stanisław Grochowski Tomasz Zwoliński Adam Zagajewski Michał Połetek Legia II Warszawa                      | Waldemar Deleżyński Marek Kulesza Czesław Lang Szubert Legia I Warszawa                                                      |
| 1982 | Stefan Janowski Lechosław Michalak Marek Kulesza Zbigniew Szczepkowski Legia Warszawa                                      | Grzegorz Cieśla Ryszard Dawidowicz Andrzej Sikorski Waldemar Wójcik Gryf Szczecin                           | Roman Owczarek Leszek Pociech Leszek Stępniewski Zbigniew Woźnicki Żyrardowianka                                             |
| 1983 | Andrzej Sikorski Grzegorz Cieśla Ryszard Dawidowicz Ryszard Konkolewski Gryf Szczecin                                      | Stefan Janowski Lechosław Michalak Marek Kulesza Zbigniew Szczepkowski Legia I Warszawa                     | Paweł Kowalski Sławomir Krawczyk Roman Owczarek Grzegorz Zieliński Legia II Warszawa                                         |
| 1984 | Andrzej Sikorski Grzegorz Cieśla Ryszard Dawidowicz Ryszard Konkolewski Gryf Szczecin                                      | Marian Turowski Lechosław Michalak Marek Kulesza Zbigniew Szczepkowski Legia Warszawa                       | Andrzej Barcikowski Dariusz Kustosz Leszek Pociech Leszek Stępniewski Żyrardowianka                                          |
| 1985 | Andrzej Sikorski Grzegorz Cieśla Ryszard Dawidowicz Ryszard Konkolewski Gryf Szczecin                                      | Leszek Stępniewski Roman Owczarek Wiesław Owczarek Leszek Pociech Żyrardowianka                             | Zbigniew Szczepkowski Marian Turowski Marek Leśniewski Lechosław Michalak Legia Warszawa                                     |
| 1986 | Andrzej Sikorski Marian Turowski Ryszard Dawidowicz Ryszard Konkolewski Gryf Szczecin                                      | Henryk Prochoń Wojciech Borucz Krzysztof Opala Paweł Zając Broń Radom                                       | Roman Owczarek Wiesław Owczarek Leszek Pociech Dariusz Wencel Żyrarodowianka                                                 |
| 1987 | Andrzej Sikorski Marian Turowski Ryszard Dawidowicz Waldemar Wójcik Gryf Szczecin                                          | Krzysztof Opala Henryk Kołaczek Piotr Borowski Zbigniew Bens Broń I Radom                                   | Marcin Szychta Wiesław Kozioł Jacek Pawlak Jerzy Chrzanowski Broń II Radom                                                   |
| 1988 | Andrzej Sikorski Marian Turowski Ryszard Dawidowicz Grzegorz Korczyński Gryf Szczecin                                      | Krzysztof Opala Henryk Kołaczek Jan Magosz Jacek Żukowski Ziemia Opolska                                    | Radosław Bączak Wojciech Pawlak Jacek Pawlak Jacek Jarczewski Włókniarz Kalisz                                               |
| 1989 | Andrzej Sikorski Marian Turowski Ryszard Dawidowicz Krzysztof Ciechowski Gryf Szczecin                                     | Wojciech Pawlak Jacek Pawlak Daniel Ratajczyk Ireneusz Matusiak Włókniarz Kalisz                            | Andrzej Sieradzki Maciej Mikołajczyk Grzegorz Fijałkowski Marek Kundrowski Arkonia Szczecin                                  |
| 1990 | Andrzej Sikorski Marian Turowski Ryszard Dawidowicz Krzysztof Ciechowski Gryf Szczecin                                     | Wojciech Pawlak Grzegorz Krejner Ireneusz Matusiak Radosław Bączak Broń Radom                               | Leszek Pociech Sławomir Gajek Jan Jasiński Norbert Ogórek Start Skierniewice                                                 |
| 1991 | Wojciech Pawlak Ireneusz Matusiak Robert Raszewski Radosław Bączak Włókniarz Kalisz                                        | Robert Karśnicki Maciej Sztykiel Radosław Smolaga Grzegorz Lisowski Społem Łódź                             | Ryszard Dawidowicz Andrzej Sikorski Marek Kundrowski Grzegorz Fijałkowski Gryf Szczecin                                      |
| 1992 | Wojciech Pawlak Ireneusz Matusiak Robert Raszewski Radosław Bączak Hellena Kalisz                                          | Robert Karśnicki Maciej Sztykiel Radosław Smolaga Jarosław Rębiewski Społem Łódź                            | Ryszard Dawidowicz Andrzej Sikorski Marek Kundrowski Jacek Hałuszko Gryf Szczecin                                            |
| 1993 | Grzegorz Krejner Paweł Dudkiewicz Sławomir Gajek Jarosław Bełc Vitesse Skierniewice                                        | Marcin Gałązka Maciej Sztykiel Radosław Smolaga Jarosław Rębiewski Społem Łódź                              | Ireneusz Matusiak Wojciech Pawlak Jacek Pożarlik Krzysztof Ciesielski Hellena Kalisz                                         |
| 1994 | Robert Karśnicki Jarosław Rębiewski Radosław Smolaga Grzegorz Lisowski Społem Łódź                                         | Ireneusz Matusiak Wojciech Pawlak Radosław Bączak Sebastian Gołąb Hellena I Kalisz                          | Marek Szpitalny Piotr Zaradny Adrian Gągała Krzysztof Ciesielski Hellena II Kalisz                                           |
| 1995 | Robert Karśnicki Jarosław Rębiewski Radosław Smolaga Marcin Gałązka Społem Łódź                                            | Ryszard Dawidowicz Rafał Jaworski Piotr Kowalski Cezary Zawadzki Gryf Szczecin                              | Marcin Mientki Robert Wojnar Dariusz Kapidura Jarosław Ryszewski Pacific Toruń                                               |
| 1996 | Sebastian Gołąb Piotr Zaradny Tomasz Lisowicz Marek Tylski KTK Kalisz                                                      | Robert Karśnicki Jarosław Rębiewski Radosław Smolaga Grzegorz Lisowski Społem Łódź                          | Marcin Mientki Andrzej Klejnowski Marek Maciejewski Jarosław Ryszewski Pacific Toruń                                         |
| 1997 | Robert Karśnicki Jarosław Rębiewski Marcin Gałązka Marcin Piasecki Społem Łódź                                             | Sławomir Pasterski Daniel Meszka Marcin Sapa Sebastian Wolski Huta Aluminium Konin                          | Sebastian Gołąb Tomasz Lisowicz Krzysztof Ciesielski Krzysztof Polak KTK Winiary Kalisz                                      |
| 1998 | Robert Karśnicki Mariusz Bienias Marcin Gałązka Marcin Piasecki Społem Łódź                                                | Krzysztof Ciesielski Tomasz Lisowicz Marek Tylski Wiktor Ułanowski KTK Winiary Kalisz                       | Sławomir Pasterski Daniel Meszka Maciej Bodzanowski Krzysztof Spławski Huta Aluminium Konin                                  |
| 1999 | Jacek Walczak Mariusz Bienias Robert Karśnicki Jarosław Rębiewski Legia Siemens-Romar Warszawa                             | Paweł Zugaj Krzysztof Czynszak Zbigniew Wyrzykowski Szymon Kurdynowski Pacific Nestle Toruń                 | Sławomir Pasterski Daniel Meszka Marek Wesoły Krzysztof Spławski Huta Aluminium Konin                                        |
| 2000 | Mariusz Mielcarek Grzegorz Mroziński Robert Karśnicki Jarosław Rębiewski Legia Bazyliszek Warszawa                         | Łukasz Wyrwas Przemysław Tokarski Łukasz Podolski Sławomir Pasterski KTC Konin Impexmetal S.A.              | Szymon Kurdynowski Paweł Zugaj Paweł Bentkowski Konrad Łapa TKK Pacific Nestle Toruń                                         |
| 2001 | Marcin Mientki Szymon Kurdynowski Konrad Łapa Wojciech Dybel TKK Pacific Nestle Toruń                                      | Jacek Walczak Paweł Sendal Krzysztof Spławski Grzegorz Mroziński KTC Konin Impexmetal S.A.                  | Sebastian Jezierski Przemysław Tokarski Mariusz Mielcarek Wojciech Świrydowicz Legia Bazyliszek Warszawa                     |
| 2002 | Marcin Mientki Paweł Bentkowski Patryk Bonda Wojciech Dybel TKK Pacific Nestle Toruń                                       | Dominik Wieczorek Szymon Wasiak Adam Krajewski Przemysław Tokarski KTC Konin                                | Rafał Ratajczyk Tomasz Smoleń Daniel Majewski Paweł Giza Bakoma Cyklista Żyrardów                                            |
| 2003 | Przemysław Pietrzak Bartłomiej Matysiak Józef Rektor Mateusz Taciak TKK Bike Sport Kalisz                                  | Bakoma Cyklista Żyrardów                                                                                    | KTC Konin |
| 2004 | Szymon Wasiak Radosław Wasilewski Bartosz Pajor Wojciech Ziółkowski KTC Konin                                              | Przemysław Pietrzak Dominik Maciołek Piotr Lis Tomasz Zaręba KTK Kalisz                                     | Kamil Kuczyński Adrian Kuczyński Rafał Ratajczyk Grzegorz Trębski Bakoma Cyklista Żyrardów                                   |
| 2005 | Dominik Maciołek Przemysław Pietrzak Bartłomiej Matysiak Mateusz Taciak KTK Kalisz                                         | Jakub Średziński Przemysław Klonowski Michał Tokarz Jarosław Stępień Stal Grudziądz                         | Radosław Wasilewski Marcin Wolski Bartosz Pajor Wojciech Ziółkowski KLTC Konin                                               |
| 2006 | Hubert Tułacz Michał Nawrocki Dominik Maciołek Tomasz Zaręba KTK Kalisz                                                    | Mateusz Jędrzejczyk Wojciech Ziółkowski Marcin Wolski Sebastian Gensch KLTC Konin                           | Marek Imiela Mateusz Czapla Paweł Mikulicz TKK Pacific Toruń                                                                 |
| 2007 | Mateusz Jędrzejczyk Sebastian Gensch Tomasz Krysztofik Piotr Chatłas KLTC Konin                                            | Michał Nawrocki Piotr Lis Piotr Kasperkiewicz Hubert Tułacz KTK Kalisz                                      | Dawid Głowacki Paweł Sarnecki Dawid Hirsz Rafał Sarnecki Stal Ekobud-Ocetix Grudziądz                                        |
| 2008 | Dawid Głowacki Tomasz Krysztofik Paweł Brylowski Mateusz Nowaczek Stal Ekobud-Ocetix Grudziądz                             | Wojciech Dybel Michał Kwiatkowski Radosław Kwiatowski Jarosław Kowalczyk Łukasz Owsian Pacific Nordea Toruń | Piotr Kasperkiewicz Patryk Ratajczyk Łukasz Biernat Kornel Sójka KTK Kalisz                                                  |
| 2009 | Dawid Głowacki Grzegorz Stępniak Paweł Brylowski Mateusz Nowaczek ALKS Stal Grudziądz                                      | Marcin Rosłaniec Piotr Kasperkiewicz Kornel Sójka Patryk Ratajczyk KTK Kalisz                               | Łukasz Bujko Adam Stachowiak Kamil Pawelec Łukasz Piwowski PTC Pruszków                                                      |
| 2010 | Dawid Głowacki Grzegorz Stępniak Paweł Brylowski Łukasz Bujko Stal Grudziądz I                                             | Paweł Bernas Mateusz Nowaczek Mateusz Trepkowski Mateusz Mikulicz KTK Kalisz                                | Wojciech Pszczolarski Mateusz Majdanik Andrzej Bartkiewicz Szymon Godras Ziemia Brzeska                                      |
| 2011 | Dawid Głowacki Mateusz Nowaczek Paweł Brylowski Mateusz Trepkowski ALKS Stal Grudziądz I                                   | Mateusz Nowak Kornel Sójka Eryk Latoń Przemysław Kasperkiewicz KTK Kalisz                                   | Wojciech Pszczolarski Mateusz Majdanik Andrzej Bartkiewicz Szymon Godras LMGKK Ziemia Brzeska                                |
| 2012 | Mateusz Nowaczek Michał Michciński Rafał Jeziorski Mateusz Mikulicz ALKS Stal Grudziądz I                                  | Mateusz Nowak Kornel Sójka Patryk Krzywda Przemysław Kasperkiewicz KTK Kalisz                               | Adrian Tekliński Łukasz Klasiński Marek Łazarewicz Borys Korczyński ALKS Stal Grudziądz II                                   |
| 2013 | Adam Stachowiak Paweł Brylowski Adrian Tekliński Mateusz Nowaczek Bank BGŻ                                                 | Rafał Jeziorski Mateusz Nowak Michał Michciński Marek Łazarewicz ALKS Stal Grudziądz                        | Tobiasz Pawlak Patryk Krzywda Bartosz Chodyła Wojciech Rowicki KTK Kalisz                                                    |
| 2014 | Andrzej Bartkiewicz Piotr Skarżyński Adrian Tekliński Mateusz Nowaczek Sante Whistle Ziemia Brzeska                        | Kacper Kistowski Wojciech Sykała Marcin Karbowy Borys Korczyński Tarnovia Tarnowo Podgórne                  | Mariusz Gąsiorowski Marceli Zieliński Mateusz Nowak Błażej Sas ALKS Stal Grudziądz                                           |
| 2015 | Paweł Zaleśny Szymon Krawczyk Dawid Czubak Mikołaj Sójka KTK Kalisz                                                        | Wojciech Sykała Kacper Kistowski Patryk Wiewiór Borys Korczyński Tarnovia Tarnowo Podgórne                  | Adrian Tekliński Adam Stachowiak Adrian Banaszek Mateusz Nowaczek KOLSS-BDC Team                                             |
| 2016 | Wojciech Sykała Tobiasz Pawlak Borys Korczyński Adrian Mrówka Tarnovia Tarnowo Podgórne                                    | Piotr Michalski Bartosz Rudyk Kajetan Albanowski Sebastian Okuniewski ALKS Stal Grudziądz                   | Artur Sowiński Maciej Pojawa Damian Sławek Adrian Kaiser Cartusia Kartuzy                                                    |
| 2017 | Mikołaj Sójka Tobiasz Pawlak Marcin Karbowy Adrian Mrówka Tarnovia Tarnowo Podgórne                                        | Adrian Kaiser Damian Sławek Artur Sowiński Kacper Wiszniewski GKS Cartusia                                  | Daniel Staniszewski Patryk Soliński Przemysław Kuświk Patryk Górecki Piotr Pękala Bartłomiej Zabłocki Pogoń Mostostal Puławy |
| 2018 | Adrian Kaiser Damian Sławek Wojciech Ceniuch Nikodem Grzenkowicz Kacper Wiszniewski GKS Cartusia                           | Adrian Tekliński Bartosz Rudyk Mariusz Gąsiorowski Jakub Krysztofiak ALKS Stal Ocetix Iglotex Grudziądz     | Daniel Staniszewski Maciej Kwiatkowski Przemysław Kuświk Bartłomiej Zabłocki Pogoń Mostostal Puławy                          |
| 2019 | Adrian Tekliński Bartosz Rudyk Dawid Migas Łukasz Michalski ALKS Stal Ocetix Iglotex Grudziądz                             | Wojciech Ceniuch Kacper Wiszniewski Damian Sławek Nikodem Grzenkowicz Marcel Modliński GKS Cartusia         | Adrian Mrówka Jan Łamaszewski Mateusz Kostański Filip Prokopyszyn Tarnovia                                                   |
| 2020 | Daniel Staniszewski Alan Banaszek Norbert Banaszek Tobiasz Pawlak Mazowsze Serce Polski Cycling Team                       | Damian Papierski Karol Wawrzyniak Stanisław Aniołkowski Szymon Krawczyk CCC Development Team                | Radosław Frątczak Igor Sęk Mateusz Sawicki Łukasz Rykowski Adam Woźniak UKS Copernicus-CCC-SMS Toruń                         |
| 2021 | Daniel Staniszewski Alan Banaszek Norbert Banaszek Tobiasz Pawlak Filip Prokopyszyn HRE Mazowsze Serce Polski Cycling Team | Damian Sławek Aleksander Krukowski Adam Woźniak Kacper Majewski Jakub Soszka Maciej Noceń GKS Cartusia      | Michał Kalinowski Kamil Szymacha Bartosz Małkiewicz Jan Modzelewski Baszta Golczewo                                          |
| 2022 | Adam Woźniak Jakub Soszka Radosław Lewandowski Kacper Majewski Damian Sławek GKS Cartusia                                  | Radosław Frątczak Julian Kot Piotr Maślak Karol Bochenek Tarnovia Tarnowo Podgórne                          | Dawid Migas Konrad Waliniak Filip Biernacki Michał Rząca Kamil Kudliński KLTC Konin                                          |
| 2023 | Kamil Kudliński Mateusz Cywiński Jan Krukowski Maciej Noceń GKS Cartusia                                                   | Adam Woźniak Konrad Waliniak Aleksander Krukowski Kacper Majewski GKS Cartusia                              | Filip Aspadarec Mateusz Stempnakowski Karol Stelmach Kacper Centka Baszta Golczewo                                           |
| 2024 | Konrad Waliniak Adam Woźniak Aleksander Krukowski Kamil Kudliński GKS Cartusia                                             | Filip Prokopyszyn Jan Miazga Patryk Dąbski Maciej Noceń LUKS Trójka Piaseczno                               | Kamil Dolak Piotr Kij Tomasz Listwoń Paweł Więczkowski Adam Marciniak KS Mostostal Puławy                                    |